# Suriname Industrial Fisheries Cooperative
De Suriname Industrial Fisheries Cooperative (SIFCO, Sifco) is een Surinaamse coöperatie in de industriële visserijsector in Suriname. De organisatie is aangesloten bij de koepelorganisatie Federatie van Surinaamse Agrariërs (FSA).
Toen eind 2018 meerdere grote Chinese trawlers met vergunningen de Surinaamse wateren binnentrokken, ontstond er onrust in de Surinaamse visserijsector. Samen met andere organisaties, zoals de FSA, SSA, SUNFO en het Visserscollectief, voerde de SIFCO in 2018 de druk op Soeresh Algoe op, de minister van Landbouw, Veeteelt en Visserij. Als gevolg van de crisis werd in januari 2019 de directeur van LVV uit zijn functie gezet. In juli 2019 maakte een rechtszaak uiteindelijk een einde aan de aanwezigheid van de Chinese trawlers in de Surinaamse wateren.